# Palythoa hartmeyeri
Palythoa hartmeyeri is een Zoanthideasoort uit de familie van de Sphenopidae. De wetenschappelijke naam van de soort is voor het eerst geldig gepubliceerd in 1910 door Pax.